# Luca Curatoli
Luca Curatoli, né le 25 juillet 1994 à Naples, est un escrimeur italien qui tire au sabre.

## Biographie
Curatoli obtient la médaille d'or en individuel et par équipes lors des Championnats du monde juniors à Plovdiv en 2014.
Lors des championnats d'Europe d'escrime 2015, il remporte la médaille d'argent au sabre par équipes, puis la médaille d'or lors des Championnats du monde d'escrime 2015 en battant la nation-hôte en finale.
Il est médaillé d'argent au sabre par équipes aux Jeux européens de 2023, qui font aussi office de Championnats d'Europe par équipes, à Cracovie.

## Palmarès
- Jeux olympiques
  -  Médaille d'argent par équipes aux Jeux olympiques de 2020 à Tokyo

- Championnats du monde
  -  Médaille d'or par équipes aux championnats du monde de 2015 à Moscou
  -  Médaille d'argent par équipes aux championnats du monde de 2018 à Wuxi
  -  Médaille de bronze par équipes aux championnats du monde de 2017 à Leipzig
  -  Médaille de bronze en individuel aux championnats du monde de 2019 à Budapest
  -  Médaille de bronze par équipes aux championnats du monde de 2019 à Budapest
  -  Médaille de bronze par équipes aux championnats du monde de 2022 au Caire

- Championnats d'Europe
  -  Médaille d'argent par équipes aux championnats d'Europe d'escrime 2015 à Montreux
  -  Médaille d'argent par équipes aux championnats d'Europe d'escrime 2016 à Toruń
  -  Médaille d'argent par équipes aux championnats d'Europe d'escrime 2017 à Tbilissi
  -  Médaille d'argent par équipes aux championnats d'Europe d'escrime 2018 à Novi Sad
  -  Médaille d'argent en individuel aux championnats d'Europe d'escrime 2022 à Antalya
  -  Médaille d'argent en individuel aux championnats d'Europe d'escrime 2024 à Bâle
  -  Médaille d'argent par équipes aux championnats d'Europe d'escrime 2025 à Gênes
  -  Médaille de bronze en individuel aux championnats d'Europe de 2017 à Tbilissi
  -  Médaille de bronze par équipes aux championnats d'Europe de 2019 à Düsseldorf

- Jeux européens
  -  Médaille d'argent par équipes aux Jeux européens de 2023 à Cracovie